# Liste der historischen Marinestreitkräfte

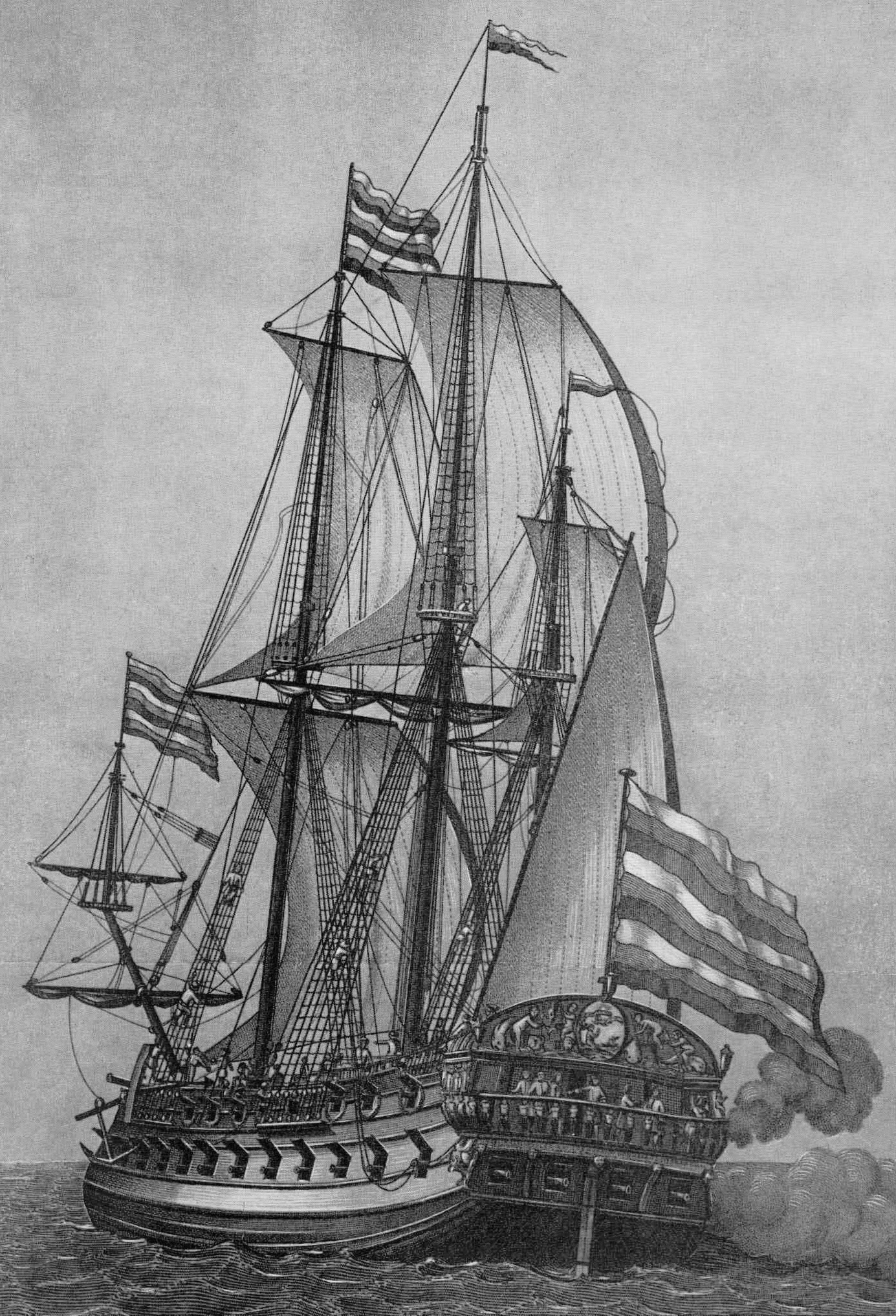
Goto Predestinatsia, 1701.

Die Liste der historischen Marinestreitkräfte beinhaltet die ehemaligen Marinestreitkräfte sortiert nach Ländern. Aktive Marinestreitkräfte sind in der Liste der Marinestreitkräfte genannt.

## Historische Marinestreitkräfte
Hinweis: Die Liste ist unvollständig. Information zu etlichen früheren Marinen finden sich in Artikeln zu noch aktiven Marinestreitkräften. Siehe Liste der Marinestreitkräfte.
D-A-CH
- Kurbrandenburgische Marine, Marine Brandenburg-Preußens, 1657 bis 1701
- Preußische Marine, 1701 bis 1867
- Schleswig-Holsteinische Marine, Marine der Herzogtümer Schleswig und Holstein während des Schleswig-Holsteinischen Erhebung, 1848 bis 1851
- Reichsflotte, Marine des Deutschen Reichs von 1848/1849, 1848 bis 1852/1853
- Marine des Norddeutschen Bundes, 1867 bis 1872
- Kaiserliche Marine, Marine des Deutschen Kaiserreichs, 1872 bis 1918
- Reichsmarine, Marine der Weimarer Republik 1. Januar 1921 bis zum 31. Mai 1935
- Kriegsmarine, Marine des Deutschen Reichs, 1. Juni 1935 bis 21. Juli 1945
- Deutsche Seeverbände 1945–1956, in Deutschland 1945 bis 1949 entstandene Verbände
- Volksmarine, Marine der Deutschen Demokratischen Republik, 1. März 1956 bis 2. Oktober 1990
- Österreichische Marine, Marine der Habsburgermonarchie, 16. Jahrhundert bis 1918

übrige Welt
- Admiralitäten der Vereinigten Niederlande, Marine der Republik der Vereinigten Niederlande
- Byzantinische Marine, Marine des Byzantinischen Reichs, bis 1453
- Confederate States Navy, Marine der Konföderierten Staaten von Amerika, 1861 bis 1865
- Kaiserlich Japanische Marine, Marine des Japanischen Kaiserreichs, 1869 bis 1945
- Marine des Johanniterordens, Marine der Johanniter, 13. Jahrhundert bis 1798
- Jugoslawische Kriegsmarine (serbokroatisch-kyrillisch Jugoslavenska ratna mornarica, kurz JRM), Marine der Sozialistischen Föderativen Republik Jugoslawien, 1945 bis 1992
- Kaiserlich Russische Marine, Marine des Russischen Kaiserreichs, 1696 bis 1917
- Marine des Kaiserreichs China, 1875 bis 1912
- Marine des Mandschurischen Kaiserreichs, Marine von Mandschukuo, 1932 bis 1945
- Mongolische Marine, Marine des Mongolischen Reichs und der Volksrepublik, 13. Jahrhundert bzw. zwischen den 1930ern und 1997
- Marina Nazionale Repubblicana, Marine der Italienischen Sozialrepublik, 1943 bis 1945
- Osmanische Marine, Marine des Osmanischen Reiches, 14. Jahrhundert bis 1918
- Palyam, Marine des Palmach, Ende 1943 bis März 1948
- Römische Marine, Marine des Römischen Reichs, etwa 300 v. Chr. bis 650 n. Chr.
- Royal Indian Navy, Marine Britisch-Indiens, 1934 bis 1950
- Sowjetische Marine, Marine der Sowjetunion, 1918 bis 21. Dezember 1991